# Albergue de Aragón
El Auberge de Aragón (Auberge d'Aragon) es un palacio en el país insular de Malta que fue diseñado por Girolamo Cassar en 1571, cinco años después de la fundación de La Valeta. Los residentes del palacio fueron inicialmente caballeros de los prioratos de Aragón y Navarra. A principios del siglo XIX, el edificio fue requisado por militares británicos y en 1842 fue arrendado al obispo George Tomlinson y renombrado como Gibraltar House. Además, se agregó un pórtico neoclásico a la fachada, la única alteración del edificio desde el siglo XVI. Entre el siglo XIX y principios del siglo XX, también se utilizó como imprenta y escuela. Fue incluido en la Lista de Sitios de Históricos de 1925 junto con los otros albergues de La Valeta.

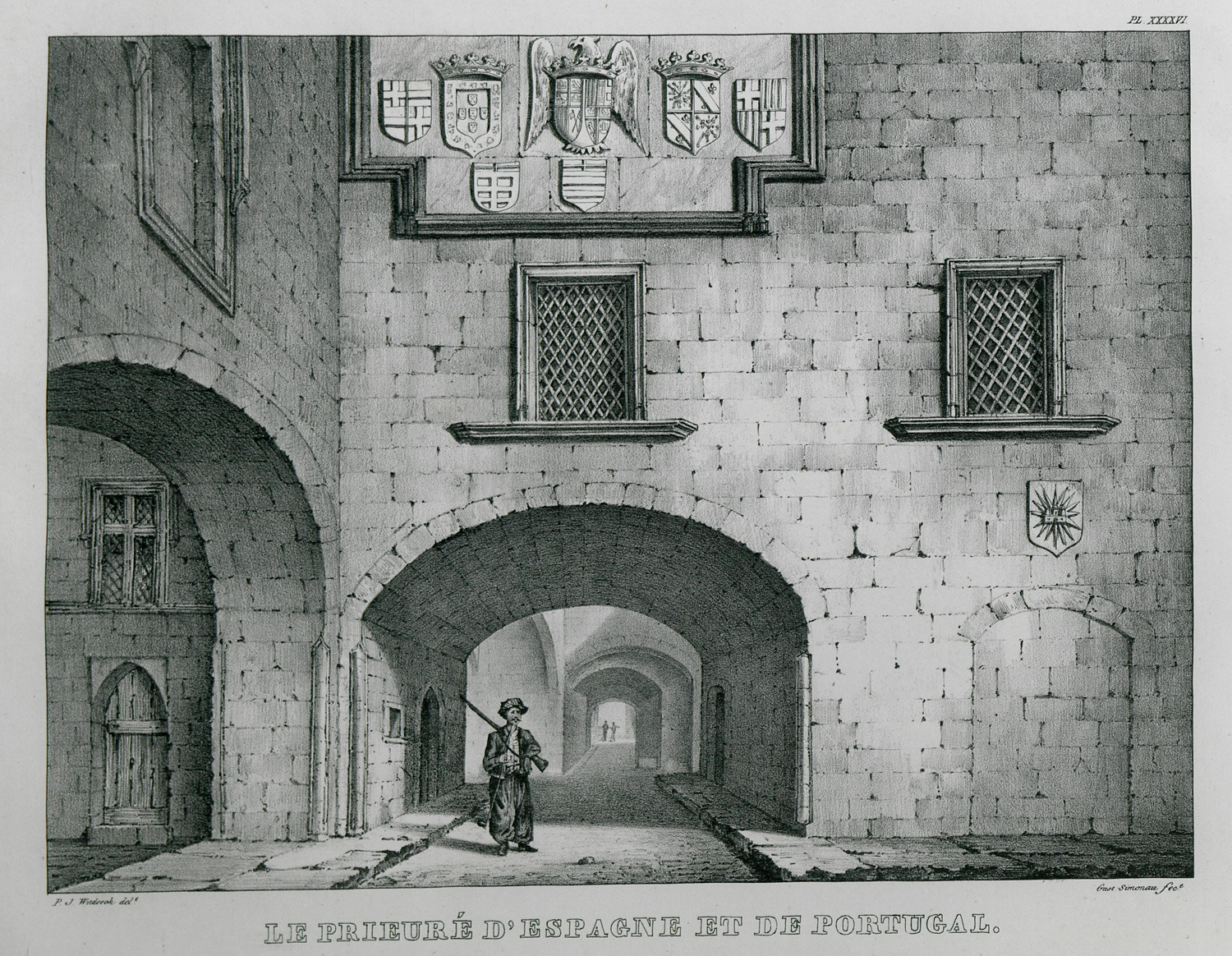
El Albergue de la Lengua de España y Portugal en la ciudad medieval de Rodas. (Rottiers Bernard Eugène Antoine. Monuments de Rhodes [Album], Brussels, Mme V. A. Colinez, 1828)